# HaTzofe
HaTzofe (hebräisch הַצּוֹפֶה ha-Zōfeh, deutsch ‚Der Beobachter‘) war eine hebräische Tageszeitung, die in Israel herausgegeben wurde. Im April 2007 reduzierte HaZofeh sein Erscheinen von täglich auf wöchentlich um. Nach der Webseite der Zeitung ist diese zionistisch, nationalistisch und religiös. Außerdem wird behauptet, dass die Zeitung die einzige rechte Tageszeitung Israels sei, die dem Religiösen Zionismus zugerechnet werden kann. Die Zeitung wurde mit der Misrachi-Bewegung in Verbindung gebracht und galt als Unterstützerin der israelischen Partei Mafdal.

## Geschichte
Im Mai 2003 kaufte Schlomoh Ben-Zvi die Zeitung und 2004 zudem die wöchentlich erscheinende Zeitung Maqor Rischon. Am 25. April 2007 stellte HaZofeh das tägliche Erscheinen ein. Seither erschien die Zeitung nur noch als wöchentliche Beilage der Zeitung Maqor Rischon. Diese erschien dagegen nun täglich. Die letzte HaTzofe-Ausgabe erschien am 26. Dezember 2008.